# 喬氏海鮒
喬氏海鮒，為輻鰭魚綱鱸形目隆頭魚亞目海鯽科的其中一種，分布於西北太平洋的日本海域，體長可達20.8公分，生活在岩石底質海域，屬肉食性，胎生，生活習性不明。

## 擴展閱讀
維基物種上的相關：喬氏海鮒